# László Arany
Dans le nom hongrois Arany László, le nom de famille précède le prénom, mais cet article utilise l’ordre habituel en français László Arany, où le prénom précède le nom.
Œuvres principales
- Magyar népmesék
- Délibábok hőse

László Arany ([ˈlaːsloː], [ˈɒɾɒɲ]), né le 24 mars 1844 à Nagyszalonta et mort le 1er août 1898 à Budapest est un écrivain hongrois.
Fils du poète János Arany, il est surtout célèbre pour son recueil de contes populaires hongrois, Magyar népmesék, collectés auprès des paysans dans les années 1860. Il a aussi écrit un roman en vers, Délibábok hőse (Le Héros des mirages), qui raconte l'histoire d'une sorte d'Oblomov hongrois. Paru anonymement en 1872, le roman eut beaucoup de succès.